# Den osynliga kvinnan
Den osynliga kvinnan är en amerikansk film från 1940 i regi av A. Edward Sutherland. Filmen är en komedifilm med inslag av Science fiction.

## Handling
Den excentriske professor Gibbs tror sig ha kommit på ett sätt att göra personer osynliga. Modellen Kitty Carroll ställer upp som försöksperson, men när hon, fortfarande osynlig försvinner iväg för att hämnas på en chef som gav henne sparken ställs saker på ända.

## Rollista
- Virginia Bruce - Kitty Carroll
- John Barrymore - Professor Gibbs
- John Howard - Richard Russell
- Charles Ruggles - George
- Oskar Homolka - Blackie Cole
- Edward Brophy - Bill
- Donald MacBride - Foghorn
- Margaret Hamilton - Mrs. Jackson
- Shemp Howard - Frankie
- Anne Nagel - Jean
- María Montez - Marie
- Charles Lane - Growley
- Thurston Hall - Hudson